# Фонтегрека
Фонтегрека (итал. Fontegreca) — коммуна в Италии, располагается в регионе Кампания, в провинции Казерта.
Население составляет 856 человек (2008 г.), плотность населения составляет 95 чел./км². Занимает площадь 9 км². Почтовый индекс — 81010. Телефонный код — 0823.
Покровителем коммуны почитается святой первомученик Стефана, празднование 3 августа.

## Демография
Динамика населения:

## Администрация коммуны
- Официальный сайт: http://www.comune.fontegreca.ce.it